# Leidenfrost-skikt

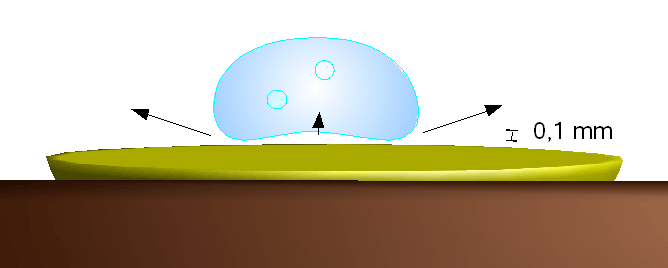
Kokande vattendroppe på en het platta svävar ovanför på ett tunt ångskikt.

Leidenfrost-skikt är ett fysikaliskt fenomen som uppstår när en vätska i nära kontakt med ett hett föremål skapar en isolerande ångfilm som hindrar vätskan från att snabbt koka bort. Föremålets temperatur måste överstiga Leidenfrostpunkten, som ligger betydligt ovanför vätskans kokpunkt. Ångan i skiktet leder värme dåligt, vilket gör att vätskedroppen avdunstar mycket långsamt.
Man kan se effekten vid matlagning, om man råkar skvätta lite vatten på en mycket het kokplatta eller vill testa om en stekpanna är lagom het. Vattens Leidenfrostpunkt är ungefär 220 °C.
Effekten gör det möjligt att doppa ett fuktat finger i smält bly eller att blåsa ut en munfull flytande kväve utan att demonstranten tar skada. Samma effekt får flytande kväve som spillts på ett golv att skutta iväg och samla damm på sig.
De svenska fysikerna Hannes Alfvén och Oskar Klein har föreslagit Leidenfrost-skikt som en förklaring till hur områden i kosmos av antimateria skulle kunna samexistera vid sidan av vanlig (koino)materia.
Fenomenet har fått namn efter den tyske teologen och läkaren Johann Gottlob Leidenfrost, som tog upp det i sin Traktat över några egenskaper hos vanligt vatten år 1756.